# Bubú frontnegre
El bubú frontnegre (Chlorophoneus nigrifrons) és un ocell de la família dels malaconòtids (Malaconotidae).

## Hàbitat i distribució
Habita boscos i matolls a les terres altes des de Kenya, Tanzània i sud-est de la República Democràtica del Congo, cap al sud, a través de l'extrem est d'Angola, Zàmbia, Malawi, est de Zimbabwe i oest de Moçambic fins al nord-est de Sud-àfrica.